# Frontière entre le Monténégro et l'Union européenne
La frontière entre le Monténégro et l'Union européenne est depuis le 3 juin 2006, date d'indépendance du Monténégro, la frontière délimitant les territoires voisins sur lesquels s'exerce la souveraineté du Monténégro ou de l'un des États-membres de l'Union européenne. Du 3 juin 2006 au 30 juin 2013, cette frontière était entièrement maritime et se superposait à la frontière italo-monténégrine. Depuis l'adhésion de la Croatie à l'Union européenne, cette frontière comporte une partie terrestre de 25 km avec la Croatie et une partie maritime avec la Croatie et l'Italie.